# Maria Skłodowska-Curie (film 2016)
Maria Skłodowska-Curie (Maria Curie) – biograficzny film fabularny z 2016 roku, nakręcony w koprodukcji francusko-niemiecko-polsko-belgijskiej, w reżyserii Marie Noëlle. 
Fabuła filmu dotyczy życia polsko-francuskiej uczonej Marii Skłodowskiej-Curie, dwukrotnej laureatki Nagrody Nobla.
Film kręcony w Łodzi, Krakowie, Łebie, Warszawie, Paryżu, Brukseli, Berlinie i Monachium.

## Fabuła
Film opowiada historię życia Marii Skłodowskiej-Curie, kobiety idącej za głosem serca, a także w roli kochanej matki, żony i człowieka nauki.

## Obsada
- Karolina Gruszka jako Maria Skłodowska-Curie[1][4]
- Izabela Kuna jako Bronisława Skłodowska[1][4]
- Charles Berling jako Pierre Curie[1][4]
- Piotr Głowacki jako Albert Einstein[1][4]

## Nagrody
- 2016: Chicago (Festiwal Filmu Polskiego w Ameryce) – "Złote Żaby" dla najbardziej interesującego filmu fabularnego[1].